# Thoropa petropolitana
Thoropa petropolitana är en groddjursart som först beskrevs av Benno Wandolleck 1907.  Thoropa petropolitana ingår i släktet Thoropa och familjen Cycloramphidae. IUCN kategoriserar arten globalt som sårbar. Inga underarter finns listade i Catalogue of Life.